# Conchobar Ua Briain
Conchobar Ua Briain ou Conchobar na Cathrach (mort en 1142 en Irlande) fut au milieu du XIIe siècle souverain d'une partie du Munster (Leth-ri Tuadmumam) (1118-1142) et un roi de Dublin (1141-1142).

## Biographie
Conchobar na Cathrach, c'est-à-dire de  « la Forteresse », est le fils ainé de  Diarmait Ua Briain (mort en 1118) l'un des trois fils de Toirdelbach Ua Briain,. Sa mère était Mór, fille de Domnall, Mac Gilla-Phátraic roi d'Osraige. 
En 1118 après le premier partage du royaume de Munster imposé par Toirdelbach Ua Conchobair il devient avec son frère cadet Toirdhelbach mac Diarmata Ua Briain, co-roi (Leth-ri) de Thomond.
En 1138, après la mort de Cormac Mac Cárthaigh, Conchobar assume le titre de roi de Munster,. Les Annales des quatre maîtres relèvent qu'il obtient également le titre de roi de Dublin en 1141,. Il meurt dès l'année suivante,. La même année Ottar Ottarsson assume la royauté de Dublin.

## Postérité
Conchobar laisse un fils 
- Muirchertach (tué en 1151) Rí Tuadmuman père de
  - Conchobar « Slapar Salach » tué en  1168 par Máel Sechnaill Ua Faeláin et ses fils[10]
  - Toirdelbach (?)
    - Mathgamain aveuglé en 1175 par Domnall Mor O'Brien[11]

### Sources primaires
- (en) « Annals of the Four Masters », sur Corpus of Electronic Texts, University College Cork, 16 décembre 2013 (consulté le 23 novembre 2014)

### Sources secondaires
- (en) S Duffy, « Irishmen and Islesmen in the Kingdoms of Dublin and Man, 1052–1171 », Royal Irish Academy, vol. 43,‎ 1992, p. 93–133 (JSTOR 30007421)
- (en) D Ó Corráin, « Dál Cais-Church and Dynasty », Royal Irish Academy, vol. 24,‎ 1973, p. 52–63 (JSTOR 30007349)
- (en) Francis John Byrne, Irish Kings and High-Kings, Dublin, Courts Press History Classics, 2001 (ISBN 1-85182-196-1).
- (en) Art Cosgrove (sous la direction de), New History of Irland,Volume II ‘’Medieval Ireland 1169-1534’’, Oxford, Oxford University Press, 2008, 1066 p. (ISBN 978-0-19-953970-3, lire en ligne), p. 25-26,30
- (en) Dictionary of Irish Biography article de Maire Ni Mhaonaigh Ua Briain Conchobar